# Les Gangs de Denver
Les Gangs de Denver (Krazy Kripples en version originale) est le deuxième épisode de la septième saison de la série animée South Park, ainsi que le 98e épisode de l'émission.

## Synopsis
Jimmy est hors de lui : Christopher Reeve est à South Park. Ce qui énerve le jeune humoriste, c'est que Reeves n'est pas handicapé de naissance. Avec Timmy, ils fondent alors un club destiné aux handicapés de naissance : les « Hommes de fer » (Crips en V.O.). Mais ce nom est déjà pris par un gang meurtrier de Denver déjà en guerre avec un autre gang de Denver.